# Matarum
Matarum là một chi bướm đêm thuộc họ Noctuidae.